# Мерчешть (Димбовіца)
Мерчешть, Мерчешті (рум. Mărcești) — село у повіті Димбовіца в Румунії. Входить до складу комуни Добра.
Село розташоване на відстані 51 км на північний захід від Бухареста, 23 км на південний схід від Тирговіште, 94 км на південь від Брашова.

## Населення
За даними перепису населення 2002 року у селі проживали 1950 осіб, усі — румуни. Усі жителі села рідною мовою назвали румунську.